# Scrub Daddy
Scrub Daddy Inc. — компания по производству чистящих средств. Наиболее известные продукты — одноимённые губки в форме смайлика. Большинство изделий изготавливаются из полимера, который меняет текстуру — твёрдый в холодной в воде и мягкий в тёплой воде. По состоянию на 2024 год Scrub Daddy занимал третье место по выручке среди всех продуктов, успешно представленных в реалити-шоу ABC Shark Tank.

## История
После повреждения экстерьера автомобиля во время чистки снаружи мастер Аарон Краузе изобрёл линейку полировальных дисков. Компания была приобретена компанией 3M в августе 2008 года. Компания 3М не стала покупать линейку губок, которую изобрёл Краузе, оставив их на своей фабрике. Пять лет спустя Краузе использовал оставшиеся губки для мытья посуды и садовой мебели. По словам Краузе, именно тогда он «реализовал свою многомиллионную идею».
Согласно официальному веб-сайту, компания Scrub Daddy была официально основана в 2012 году с помощью массового маркетинга. В эпизоде Shark Tank, впервые вышедшем в эфир в октябре 2012 года, Лори Грейнер заключила сделку с Краузе на 20% акций. На следующий день Грейнер и Краузе продали 42000 губок менее чем за семь минут на QVC. Затем благодаря Грейнер средства Scrub Daddy стали продаваться в розничных магазинах, таких как Bed, Bath & Beyond. В январе 2017 года общая выручка Scrub Daddy превысила 100 миллионов долларов. Это самый высокий показатель среди всех продуктов Shark Tank. По состоянию на май 2024 года продажи Scrub Daddy за всё время составили 926 миллионов долларов. В 13 выпуске 14 сезона сообщалось, что Scrub Daddy за 10 лет насчитывает 273 сотрудника, 160 продуктов, проданных в 257 000 розничных точках, и входит в топ-3 самых прибыльных компаний в истории Shark Tank. К маю 2023 года продажи составили более 926 миллионов долларов.

## Продукция

### Scrub Daddy
Scrub Daddy изготовлен из прочного «высокотехнологичного полимера», который, вероятно, является поликапролактоном, исходя из предыдущих патентных заявок. Текстура меняется в воде: мягкая в горячей воде, твёрдая в холодной. Оригинальный Scrub Daddy представляет собой жёлтую круглую губку с улыбающимся лицом. У Краузе есть два патента на его конструкцию. Уникальный дизайн Scrub Daddy выходит за рамки его внешнего вида. Улыбающееся лицо обладает практическим функционалом. Глазки скруббера можно использовать для очистки дна чашек и других круглых предметов, продев через них оба пальца, в то время как рот идеально подходит для мытья более крупных предметов, таких как ложки или ножи. Эта инновация в дизайне в сочетании со свойствами, изменяющими текстуру, способствовала его популярности и универсальности в домашних хозяйствах по всему миру.

### Другие продукты
Бренд Scrub Daddy насчитывает более 20 продуктов, включая губки для мытья посуды, двусторонние губки, органайзеры для раковин, дозаторы мыла и бытовые ластики.